# Paul Cardall
Paul Cardall (24 de abril de 1973) es un pianista estadounidense conocido por sus composiciones originales y arreglos a varios himnos.  Su música es frecuentemente entendida como Cristiana, New Age, Clásica y Religiosa. 

## Biografía
El estilo calmado y melódico de Paull, nace de su compasión por ayudar otros a atravesar dificultades y conectarse con la fuerza del alma. La pasión que muestra cuando toca su piano es inspirada en su propia experiencia personal. Él nació prácticamente con la mitad de su corazón en buen funcionamiento y necesitó una cirugía cuando tenía menos de un año de vida. Su cardiopatía congénita, potencialmente mortal, y una serie de cirugías difíciles a lo largo de su vida, incluido un trasplante de corazón, le han dado a Cardall la sabiduría, profundidad y comprensión de que la simple expresión de la música puede sanar corazones y mentes de personas alrededor del mundo.
Radicado en Salt Lake City, Cardall ha construido una leal audiencia en constante crecimiento, expandiéndose a los Estados Unidos, México, Brasil, España, Argentina, Australia, Canadá, y muchos más países.
Además de su carrera discográfica, Cardall fundó Stone Angel Music en 1999, que posee un catálogo de grabaciones de otros artistas similares. Lanzó la carrera del chelista Steven Sharp Nelson's (The Piano Guys) al lanzar tres grabaciones que se estrenaron en las listas clásicas de Billboard. Como parte de Stone Angel Music, Cardall construyó uno de los principales estudios de grabación de Salt Lake City.
En 2011, el State Board of Regents de Utah honró a Paul Cardall con un doctorado honoris causa debido a su servicio comunitario. Como miembro del directorio de Saving tiny Hearts Society, Cardall promueve y apoya la investigación médica sobre la cardiopatía congénita. Poco después de haber recibido un trasplante de corazón en 2009, realizó una donación al Colegio de la Comunidad de Salt Lake que otorga becas anuales para estudiantes afectados por cardiopatías congénitas. Además del servicio voluntario, Cardall habla públicamente sobre su historia.

### Álbumes
- The Christmas Box (Paul Cardall) (1997)
- Hymns (Paul Cardall) (1997)
- Sign of Affection (Paul Cardall) (2000)
- Hymns Vol. 2 (Paul Cardall) (2000)
- Daily Devotions (Paul Cardall) (2002)
- Faithful (Paul Cardall) (2004)
- Miracles - A Journey of Hope & Healing (Paul Cardall) (2004)
- Live (Paul Cardall) (2004)
- Primary Worship (Paul Cardall) (2005)
- Christmas Hymns (Paul Cardall) (2005)
- Songs of Praise (Paul Cardall) (2007)
- The Hymns Collection (Paul Cardall) (2008)
- Living for Eden (Paul Cardall) (2008)
- Sacred Piano (Paul Cardall) (2009)
- Chill Collection (Paul Cardall) (2010)
- The Celebrate Life Concert (Paul Cardall) (2010)
- A Sacred Christmas (Paul Cardall) (2011)
- New Life (Paul Cardall) (2014)
- Saving Tiny Hearts (Paul Cardall) (2014)
- 40 Hymns for Forty Days (Paul Cardall) (2015)
- A New Creation (Paul Cardall) (2016)